# ميخائيل جيمس لويس
ميخائيل جيمس لويس (بالإنجليزية: Michael Lewis)‏ هو سائق سيارة سباق أمريكي، ولد في 24 ديسمبر 1990 في لاغونا بيتش في الولايات المتحدة.

## وصلات خارجية
- ميخائيل جيمس لويس على موقع Racing-Reference.info (الإنجليزية)
- ميخائيل جيمس لويس على موقع DriverDB.com (الإنجليزية)